# Adriana Duque
Adriana Duque (20 de maio de 1968) é uma artista que utiliza a fotografia encenada para gerar encontros e contrastes, entre a alta cultura ocidental e seus mitos, com a distopia espacial e social de seu país. As obras de Adriana apresentam imagens relacionadas à infância, interpretada como uma fase inacabada e permanentemente, possuída por personagens ambíguos dos contos de fadas e por elementos familiares intimamente vinculados ao âmbito rural.
Sua fotografia é inspirada pelas histórias das pinturas holandesas do período Barroco, como a do pintor Jan Van Eyck. Também influenciada por artistas como Jeff Wall, Cindy Sherman, e James Casebere e pela fotografia de família. Entre a alusão a um determinado período da pintura e o dilema da convivência da fotografia com a pintura, Duque criou um caminho que resulta numa série de obras nas quais se destaca o impacto visual da sobreposição articulada na representação entre ambas as linguagens. Seus retratos, após criada a ambiência, a luz e a pose, são as referências ao seu próprio universo subjetivo e infantil, em contraponto à postura e atmosfera dos personagens invocados pela pintura holandesa barroca. A artista possui obras em coleções como Instituto Figueiredo Ferraz de Ribeirão Preto; Museo de Arte Moderno de Medellín Colômbia e Museu de Arte do Rio.

## Carreira
Adriana Duque nasceu em Manizales, Colômbia. Iniciou seus estudos em artes plásticas pela Universidade de Caldas. Em 2001, ganhou uma bolsa de estudos pelo governo colombiano e pela embaixada francesa para estudar fotografia digital em Barcelona, Espanha. Posteriormente viajou para Paris com o propósito de visitar as vastas coleções de pintura clássica e de visitar o Festival Internacional de Fotografia Europeia em Arles, França.  
Em 2003, desenvolveu sua primeira obra, Ricitos de Oro para a série De Cuento en Cuento. A artista construiu um espaço híbrido onde os personagens são arquétipos do conto Cachinhos Dourados e os Três ursos. A obra apresenta um instante de desajuste, uma imagem que à primeira vista expõe um colorido retrato familiar, mas de maneira sutil aborda temas das brechas sociais.
Em 2007, Adriana lançou a série Sagrada Familia onde apresentou arquétipos de personagens e toda uma história que reflete uma sociedade apoiada nas tradições e classes sociais. Hierarquias familiares, a dominação patriarcal e os lugares do feminino e masculino foram o pano de fundo nesta série.
Em 2011, Duque lançou a série Iconos, fotografias de crianças vestidas como em pinturas do início do Renascimento. Mas suas crianças usam fones de ouvido mimetizados de coroas e tiaras usadas na época. Posando como pequenas monarcas, os fones de ouvido, populares no século XXI, simbolizam um isolamento do entorno, uma forma de negar a presença e de manter o outro afastado. Duque conecta esse comportamento contemporâneo com a aura de impavidez e isolamento natural das crianças que habitam as paredes dos museus pelo mundo. Em 2014, a artista lançou Iconos 2, sua primeira exposição individual na Zipper Galeria e continuação da série.
Em 2019, a artista lançou a série Renascimento na Zipper Galeria, onde cada obra foi composta a partir de técnicas de montagem digital. O objetivo da artista foi definir o retrato como um campo em movimento, onde os fragmentos dispersos são remontados meticulosamente na busca de uma imagem ideal. A artista retirou o cenário que compunha a série Iconos para se concentrar na discussão sobre individualidade.
Em 2022, Duque lançou a série Tudo o que tenta se revelar, sua terceira exposição individual na Zipper Galeria. As novas princesas da artista abandonaram suas coroas-fone para se enfeitar com sutis membranas de inspiração vegetal, tecidos leves e translúcidos que abrigam pequenos e frágeis fragmentos de natureza ainda viva, como fragmentos de flor de sabugueiro. A série foi inspirada nos momentos que a artista passou durante a pandemia, em sua casa próxima a uma pequena floresta. 